# 李應蘭 (明朝)
李應蘭（1525年—？），字芳卿，號雲麓，廣東廣州府東莞縣人，民籍，明朝政治人物。

## 生平
嘉靖四十年（1561年）辛酉科廣東鄉試第三十二名舉人。诗四房，乙酉十一月初七日生。嘉靖四十四年（1565年）中式乙丑科會試第一百五十八名，三甲第一百九十八名進士。户部观政，本年十月授瓯宁知县，隆慶三年（1569年）四月升户部主事，万历元年（1573年）七月升员外，二年正月升郎中，四年二月升福州知府，致仕卒。

## 家族
曾祖李觀保；祖父李世長；父李傳，母謝氏；繼母劉氏。弟李应詔（庠生）、應藹、應蓁、應英。